# Walckenaeria koenboutjei
Walckenaeria koenboutjei là một loài nhện trong họ Linyphiidae.
Loài này thuộc chi Walckenaeria. Walckenaeria koenboutjei được Léon Baert miêu tả năm 1994.